# Адріанна Лінн
Адріанна Лінн (англ. Adrianna Lynn; нар. 8 липня 1985, Аллен, Техас, США) — американська порноакторка, татуювальниця і пірсерка.

## Біографія
У дитинстві була моделлю для J. C. Penney. Вчилася в школі Plano East Senior High, а пізніше у Південному методистському університеті, де здобула ступінь бакалавра образотворчих мистецтв.
Потрапила в порноіндустрію в 2007 році у віці 22 років. У листопаді 2007 року підписала контракт з порностудією Digital Playground.
Лінн — професійна татуювальниця і пірсерка.

## Премії і номінації
- 2009 AVN Award — Краща сцена групового лесбійського сексу (разом з Мемфіс Монро, Джессі Джейн, Шей Джордан, Бріанною Лав, Прією Рай, Софією Санті, Стоєю і Лексі Тайлер)[5]
- 2009 номінація на AVN Award — Краща сцена тріолізму за фільм Cheerleaders (разом з Шоною Леней і Джонні Сінсом)
- 2011 номінація на AVN Award — Краща сцена групового лесбійського сексу за фільм D2: Deviance (з Ніккі Бенц, Дженою Гейз і Тіган Преслі)